# Manjul Bhargava
Manjul Bhargava FRS (Hamilton, Ontario; 8 de agosto de 1974) es un matemático canadiense-estadounidense. Es catedrático de Matemáticas Brandon Fradd, promoción de 1983, en la Universidad de Princeton, catedrático Stieltjes de Teoría de Números en la Universidad de Leiden y profesor adjunto en el Instituto Tata de Investigación Fundamental, el Instituto Indio de Tecnología de Bombay y la Universidad de Hyderabad. Es conocido sobre todo por sus contribuciones a la teoría de números.
Bhargava recibió la Medalla Fields en 2014. Según la cita de la Unión Matemática Internacional, se le concedió el premio "por desarrollar nuevos y potentes métodos en  geometría de  números, que aplicó para contar anillos de rango pequeño y para acotar el rango medio de las curvas elípticas". También fue miembro del comité del Premio Padma en 2023.

## Biografía
Bhargava nació en el seno de una familia india en Hamilton, Ontario, Canadá, pero creció y estudió principalmente en Long Island, Nueva York. Su madre, Mira Bhargava, matemática de la Universidad de Hofstra, fue su primera profesora de matemáticas. Terminó todos los cursos de matemáticas e informática del instituto a los 14 años. Estudió en el instituto Plainedge de North Massapequa y se graduó en 1992 como mejor alumno de su promoción. En 1996 se licenció en la Universidad de Harvard. En 1996 recibió el Premio Morgan por sus investigaciones en la universidad. Bhargava prosiguió sus estudios de posgrado en la Universidad de Princeton, donde realizó una tesis doctoral titulada "Higher composition laws" bajo la supervisión de Andrew Wiles y se doctoró en 2001, con el apoyo de una beca Hertz. Fue profesor visitante en el Instituto de Estudios Avanzados en 2001-02, y en la Universidad de Harvard en 2002-03. Princeton le nombró Profesor Titular en 2003. En 2010 fue nombrado titular de la Cátedra Stieltjes de la Universidad de Leiden.
Bhargava también ha estudiado tabla con gurús como Zakir Hussain y sánscrito con su abuelo Purushottam Lal Bhargava, estudioso del sánscrito y de la historia antigua de la India y admirador de la poesía sánscrita.

## Trayectoria e investigación
La tesis doctoral de Bhargava generalizó la ley clásica de Gauss para la composición de formas cuadráticas binarias a muchas otras situaciones. Uno de los principales usos de sus resultados es la parametrización de órdenes cuárticos y quínticos en campos numéricos, lo que permite estudiar el comportamiento asintótico de las propiedades aritméticas de estos órdenes y campos.
Sus investigaciones también incluyen contribuciones fundamentales a la teoría de la representación de formas cuadráticas, a los problemas de interpolación y al análisis p-ádico, al estudio de los grupos de clases ideales de campos algebraicos de números, y a la teoría aritmética de curvas elípticas. Una breve lista de sus contribuciones matemáticas específicas son:
- Catorce nuevas leyes de composición al estilo de Gauss.
- Determinación de la densidad asintótica de los discriminantes de campos numéricos cuárticos y quínticos.
- Demostración de los primeros casos conocidos de la heurística de Cohen-Lenstra-Martinet para grupos de clases.
- Demostración del teorema 15, incluida una extensión del teorema a otros conjuntos numéricos como los números impares y los números primos.
- Demostración (con Jonathan Hanke) del teorema 290.
- Una nueva generalización de la función factorial, el factorial de Bhargava,[13] que da respuesta a una pregunta de George Pólya de hace décadas.[14]
- Prueba (con Arul Shankar) de que el rango medio de todas las curvas elípticas sobre Q (ordenadas por altura) está acotado.
- Prueba de que la mayoría de las curvas hiperelípticas sobre Q no tienen puntos racionales.

En 2015, Manjul Bhargava y Arul Shankar demostraron la conjetura de Birch y Swinnerton-Dyer para una proporción positiva de curvas elípticas.

## Premios y reconocimientos
Cuatro medallistas Fields de izquierda a derecha (Artur Avila, Martin Hairer (detrás), Maryam Mirzakhani, con la hija de Maryam, Anahita) y Bhargava en la ICM 2014 de Seúl.
Bhargava ha ganado varios premios por sus investigaciones, el más prestigioso de los cuales es la Medalla Fields, el máximo galardón en el campo de las matemáticas, que obtuvo en 2014.
En 1996 recibió el Premio Morgan y la beca Hertz. En noviembre de 2002 fue nombrado uno de los "10 brillantes" de la revista Popular Science. Posteriormente recibió una beca Clay de investigación de cinco años y el Premio Merten M. Hasse de la MAA en 2003, el Premio Clay de Investigación, el Premio SASTRA Ramanujan y el Premio Leonard M. y Eleanor B. Blumenthal para el Avance de la Investigación en Matemáticas Puras en 2005.
En 2008, Bhargava fue galardonado con el Premio Cole de la Sociedad Matemática Americana:
La contribución original y sorprendente de Bhargava es el descubrimiento de leyes de composición en formas de grado superior. Sus técnicas y conocimientos sobre esta cuestión son deslumbrantes; incluso en el caso considerado por Gauss, conducen a una presentación nueva y más clara de esa teoría.
En 2009, fue galardonado con el premio Face of the Future en la ceremonia India Abroad Person of the Year celebrada en Nueva York. En 2014, la misma publicación le concedió el premio India Abroad Publisher's Prize for Special Excellence.
En 2011, fue galardonado con el Premio Fermat por "varias generalizaciones de las estimaciones de Davenport-Heilbronn y por sus sorprendentes resultados recientes (con Arul Shankar) sobre el rango medio de las curvas elípticas". En 2012, Bhargava fue nombrado receptor inaugural del Premio Simons al Investigador, y se convirtió en miembro de la Sociedad Matemática Americana en su clase inaugural de becarios. Fue galardonado con el Premio Infosys 2012 de matemáticas por su "trabajo extraordinariamente original en teoría algebraica de números, que ha revolucionado la forma en que se cuentan los campos de números y las curvas elípticas".
En 2013, fue elegido miembro de la Academia Nacional de Ciencias.
En 2014, Bhargava recibió la Medalla Fields en el Congreso Internacional de Matemáticos de Seúl por "desarrollar nuevos y potentes métodos en la geometría de los números, que aplicó para contar anillos de rango pequeño y para acotar el rango medio de las curvas elípticas".
En 2015, fue galardonado con el Padma Bhushan, el tercer premio civil más importante de la India.
En 2017, Bhargava fue elegido miembro de la Academia Estadounidense de las Artes y las Ciencias. En 2018, Bhargava fue nombrado ocupante inaugural de The Distinguished Chair for the Public Dissemination of Mathematics en The National Museum of Mathematics (MoMath). Se trata de la primera cátedra visitante en Estados Unidos dedicada exclusivamente a sensibilizar al público sobre las matemáticas. Bhargava recibió una beca de la Royal Society en 2019.

## Selección de publicaciones
- Bhargava, Manjul (2000). «The Factorial Function and Generalizations». The American Mathematical Monthly 107 (9): 783-799. JSTOR 2695734. doi:10.2307/2695734.
- Bhargava, Manjul (2004). «Higher Composition Laws I: A New View on Gauss Composition, and Quadratic Generalizations». The Annals of Mathematics 159: 217-250. doi:10.4007/annals.2004.159.217.
- Bhargava, Manjul (2004). «Higher Composition Laws II: On Cubic Analogues of Gauss Composition». The Annals of Mathematics 159 (2): 865-886. doi:10.4007/annals.2004.159.865.
- Bhargava, Manjul (2004). «Higher Composition Laws III: The Parametrization of Quartic Rings». The Annals of Mathematics 159 (3): 1329-1360. doi:10.4007/annals.2004.159.1329.
- Bhargava, Manjul (2005). «The density of discriminants of quartic rings and fields». The Annals of Mathematics 162 (2): 1031-1063. S2CID 53482033.
- Bhargava, Manjul (2008). «Higher composition laws IV: The parametrization of quintic rings». The Annals of Mathematics 167: 53-94. doi:10.4007/annals.2008.167.53.
- Bhargava, Manjul (2010). «The density of discriminants of quintic rings and fields». The Annals of Mathematics 172 (3): 1559-1591. Bibcode:2010arXiv1005.5578B. arXiv:1005.5578. doi:10.4007/annals.2010.172.1559.
- Bhargava, Manjul; Satriano, Matthew (2014). «On a notion of "Galois closure" for extensions of rings». Journal of the European Mathematical Society 16 (9): 1881-1913. MR 3273311. S2CID 18493502. arXiv:1006.2562. doi:10.4171/JEMS/478.
- Bhargava, Manjul; Shankar, Arul (2015). «Binary quartic forms having bounded invariants, and the boundedness of the average rank of elliptic curves». Annals of Mathematics 181 (1): 191-242. MR 3272925. S2CID 111383310. arXiv:1006.1002. doi:10.4007/annals.2015.181.1.3.
- Bhargava, Manjul; Shankar, Arul (2015). «Ternary cubic forms having bounded invariants, and the existence of a positive proportion of elliptic curves having rank 0». Annals of Mathematics 181 (2): 587-621. S2CID 1456959. arXiv:1007.0052. doi:10.4007/annals.2015.181.2.4.